# Рио-Негро (приток Уругвая)
Рио-Негро (исп. Río Negro) — крупная река в республике Уругвай. Берёт начало на южных плоскогорьях Бразилии, к востоку от Баже и течёт на запад до впадения в реку Уругвай. Протекая по территории Уругвая, Рио-Негро делит страну на северную и южную части. Длина — около 750 км, площадь бассейна составляет 70 600 км².
Крупнейший приток — река Йи. Судоходна в нижнем течении. Имеется несколько ГЭС и 2 крупных водохранилища. Водохранилище Ринкон-дель-Бонете, также называемое Габриэль-Тьерра и Рио-Негро, имеет площадь зеркала чуть больше 1070 км² .